# Bourgogne Air Service
Bourgogne Air Service était une compagnie aérienne française basée sur l'aéroport d'Auxerre - Branches assurant du transport à la demande de passagers et fret, du travail aérien et agricole, de l'affrètement et location d'aéronefs mais aussi assurant des formations aéronautiques.

## Histoire

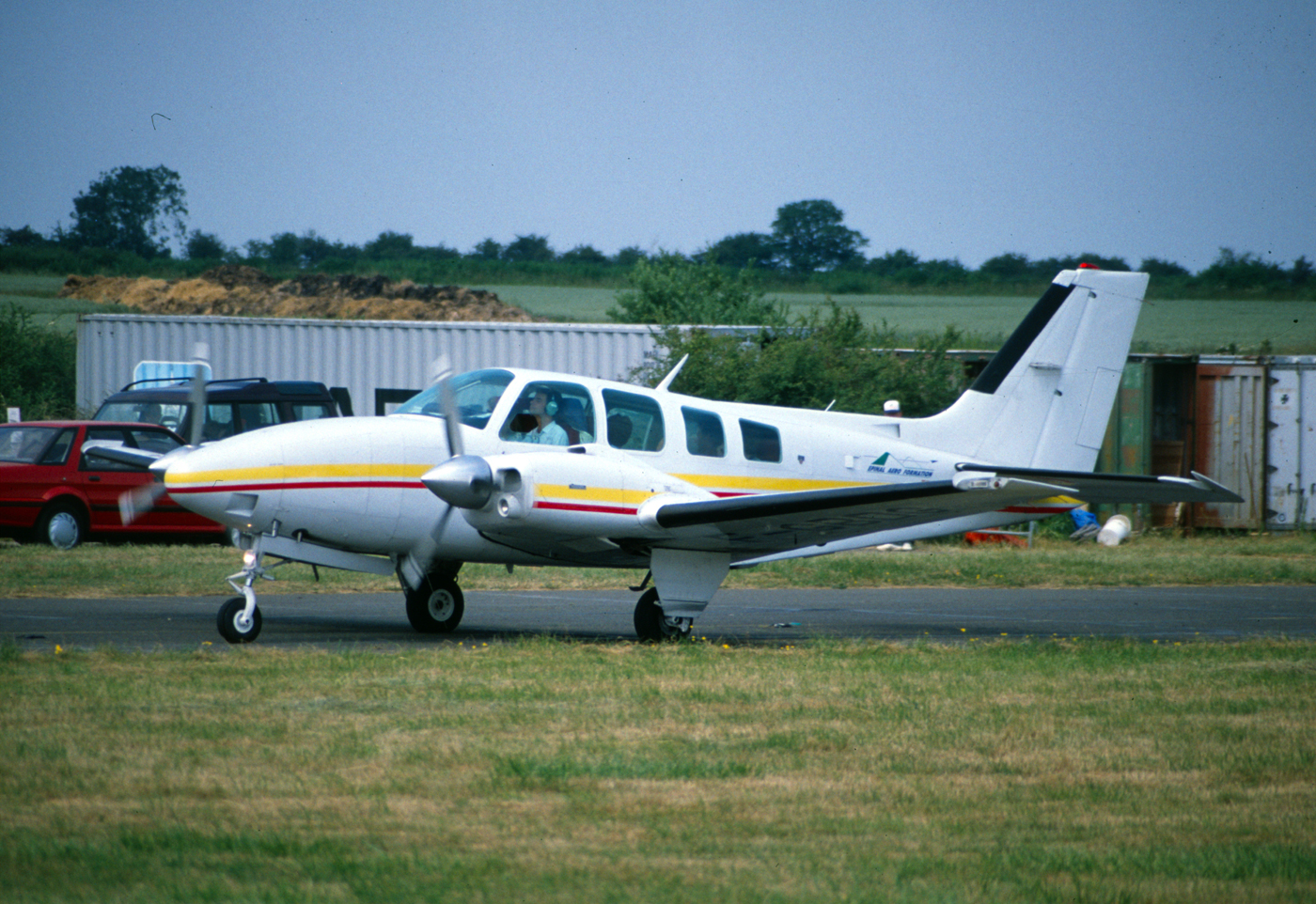
Beechcraft 58 Baron F-GBDG ici en 1995, utilisé auparavant par Bourgogne Air Service dans les années 1980.

La société d'exploitation de Bourgogne Air Service (SEBAS) commençait ses opérations aériennes en 1976 en tant que compagnie de transport à la demande.
Elle appartenait à la société SEMA Aviation qui effectuait l'entretien d'avions et était concessionnaire des avions Wassmer sur l'aérodrome de Saint-Florentin - Chéu.
Elle était basée sur l'aéroport d'Auxerre - Branches.
Elle effectuait tous travaux aériens mais aussi agricoles. Elle assurait également la formation sur avion et hélicoptère,.
En 1978, Bourgogne Air Service possédait un Piper PA-23 et un Beechcraft 55 et en 1980, un Piper PA-31 et deux Beechcraft 55.
Air entreprise, spécialisée dans le transport à la demande et voyages d'affaires entrait au capital de la SEBAS qui en devenait une filiale.
Elle avait une également un agence sur l'aéroport de Toussus-le-Noble.
Elle louait un des Beechcraft 58 Baron à la Chambre de commerce et d'industrie de Montluçon pour le transport à la demande. La CCI de Montluçon le récupérait en 1980 pour créer sa propre compagnie aérienne régionale, Montluçon Air Service.
La société Bourgogne Air Service avait loué ses avions plusieurs fois à Jacques Médecin alors ministre du tourisme qui s'était exilé en Argentine puis en Uruguay, impliqué dans l'affaire Médecin, un système de blanchiment d'argent et de détournement de fonds publics de la ville de Nice pendant près de 25 ans.
La société d'exploitation était liquidée en novembre 1984.

## Flotte
- Piper PA-31 Navajo[15] immatriculé F-BTMM,
- Beechcraft 55[15]immatriculé F-BPFN,
- Piper PA-23 Aztec immatriculés F-BTCD, F-BTMS,
- Hughes 300C[16] (hélicoptère),
- Beechcraft 58 Baron immatriculé F-GBDG
- Cessna F177-RG immatriculé F-BURM[17],